# 일곡중학교
일곡중학교(日谷中學校)는 대한민국 광주광역시 북구 일곡동에 있는 공립 중학교이다.

## 학교 연혁
- 1995년 11월 8일 : 일곡 중학교 24학급 설립 인가 (남녀 공학)
- 1997년 3월 1일 : 초대 교장 이삼근 선생 취임
- 1997년 3월 5일 : 개교 및 입학식 (남녀 8학급, 210명)
- 1997년 8월 22일 : 일곡초교에서 현 교사로 이전
- 2000년 2월 10일 : 제1회 졸업 (285명 졸업)
- 2011년 2월 10일 : 제12회 졸업식(남·여 361명) 졸업생 총수 4,013명
- 2019년 3월 1일 : 빛고을 혁신학교 재지정(4년)
- 2021년 9월 1일 : 제12대 김주신 교장 선생 취임
- 2025년 1월 13일 : 제26회 졸업(138명)
- 2025년 3월 4일 : 입학식(7학급 170명)

## 참고 자료
- 일곡중학교 - 한국교육학술정보원 학교알리미